# Mandageria fairfaxi
Mandageria fairfaxi  — вимерлий вид лопатеперих риб родини Tristichopteridae. Вид існував у пізньому  девоні. Риба схожа на Hyneria, але має менші розміри.

## Назва
Рід Mandageria названий по місцевості де знайдено рештки виду. Вид названий на честь філантропа Джеймса Фейрфакса.

## Опис
Скам'янілі рештки риби знайдено в  Австралії у штаті Новий Південний Уельс у відкладеннях формування Мандагера, що знаходиться поблизу міста Кановіндра. Риба сягає завдовжки 1,5-2 м. Це був відносно великий хижак, у риби було торпедоподібне тіло та великий хвостовий плавець. У Mandageria також були великі грудні плавці які допомагали йому маневрувати навколо підводних об'єктів, коли риба готувалася напасти на здобич.